# Iwajlo (Bulgarien)

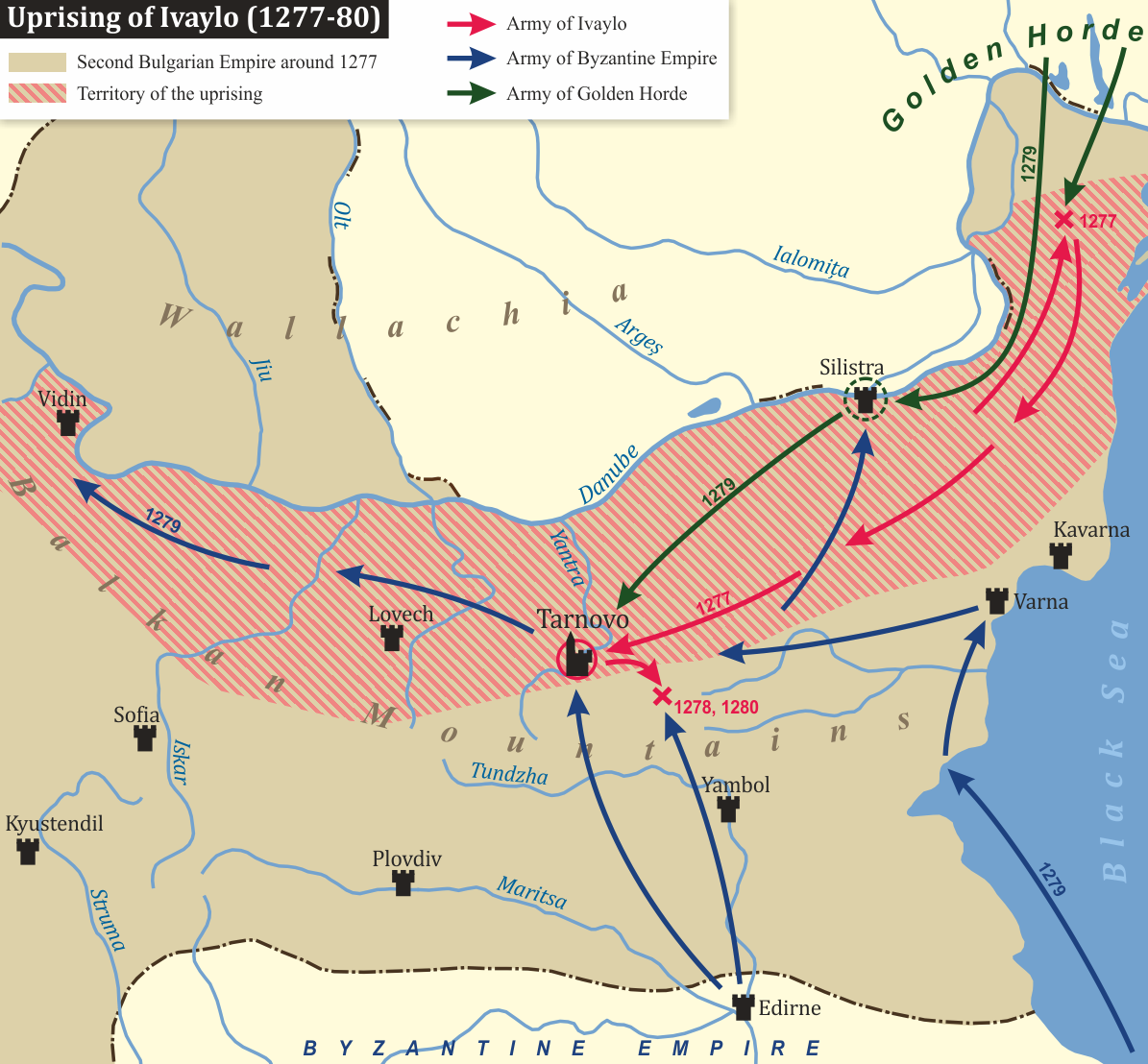
Militärischer Verlauf des Aufstands Iwajlos

Iwajlo (bulgarisch Ива̀йло; † 1280 in Isaccea) war von 1278 bis 1280 Zar von Bulgarien. Er folgte Zar Konstantin Tich Assen auf dem Thron.

## Leben
Er war Schweinehirt im Nordosten Bulgariens und vereinigte die Bauern Bulgariens im Kampf gegen die Tataren der Goldenen Horde, die nach Bulgarien eingefallen waren, sowie gegen Byzanz. Iwajlo führte den Aufstand ab 1277. Im Jahr 1278, nach der Eroberung der bulgarischen Hauptstadt Tarnowo, wurde er dort zum Zaren ausgerufen. Ein erster Versuch des bulgarischen Adels, der Bojaren, Iwajlo mit Unterstützung der Byzantiner zu stürzen und an seiner Stelle Iwan Assen III. zu etablieren, scheiterte militärisch. An Iwan Assens Stelle erhoben die Bojaren daraufhin Georgi I. Terter zum Zaren, der Iwajlos Truppen 1280 mit einem adeligen Heer zerschlagen konnte. 
Iwajlo floh an den Hof von Nogai Khan, um bei diesem für Unterstützung zu werben. Laut Quellen empfing dieser den Prätendenten zunächst freundlich, trat aber gleichzeitig in Verhandlungen mit dem byzantinischen Kaiser Michael VIII., welcher weiterhin Iwan Assen in der Thronfolge präferierte. Nogai ließ Iwajlo und seine verbliebenen Anhänger, wahrscheinlich im Auftrag von Michael VIII., auf einem Fest töten.
Zar Iwajlo war mit Maria Palaiologina Kantakuzene, einer byzantinischen Prinzessin und Witwe seines Vorgängers Konstantin Tich Assen, verheiratet.
Seit 2006 ist er Namensgeber für die Ivaylo Cove, eine Bucht von Snow Island in der Antarktis.